# Luca Weinhandl
Luca Weinhandl (* 11. Jänner 2009 in Graz) ist ein österreichischer Fußballspieler.

## Karriere

### Verein
Weinhandl begann seine Karriere beim SV Wildon. Nach der Saison 2013/14 verließ er Wildon. Im April 2015 wechselte er anschließend in die Jugend des SK Sturm Graz. Bei Sturm rückte er zur Saison 2022/23 bereits als 13-Jähriger in die Akademie auf. In dieser durchlief er in Folge sämtliche Altersstufen.
Im September 2024 debütierte er als 15-Jähriger für die U-19-Mannschaft der Grazer in der UEFA Youth League. Im Dezember 2024 folgte anschließend sein Debüt für Sturm II in der 2. Liga, als er am 16. Spieltag der Saison 2024/25 gegen Schwarz-Weiß Bregenz in der 65. Minute für Jonas Löcker eingewechselt wurde. Durch jenen Einsatz wurde Weinhandl zum ersten Spieler des Jahrgangs 2009 in der zweithöchsten Spielklasse. Im Juni 2025 wurde sein bestehender Vertrag vorzeitig durch einen langfristigen ersetzt.

### Nationalmannschaft
Weinhandl spielte im März 2024 erstmals für eine österreichische Jugendnationalauswahl.